# ダニー・ホーセン
ダニエル・"ダニー"・ホーセン（Daniel "Danny" Hoesen, 1991年1月15日 - ）は、オランダ・ヘールレン出身の元サッカー選手。現役時代のポジションはFW。実際の名前の発音はデニー･フーセンが近い。

## 経歴
フォルトゥナ・シッタートの下部組織出身。2008年8月15日のゴー・アヘッド・イーグルス戦で、同クラブでのデビューを迎えた。しかし、その直後にイングランドのフラムFCへ移籍金40万ポンドで移籍した。
2017年2月2日、FCフローニンゲンから買い取りオプション付きのシーズンローンでMLSのサンノゼ・アースクエイクスに加入した。
2023年2月13日、MLSのシーズンが終わり約1ヶ月間フリーとなっていたが攻撃陣に負傷者が多数出ていたFCエメンに半年間の契約で加入した。
2013年4月21日、怪我のため現役を引退することを表明した。

## 代表歴
オランダ代表としてU-17代表では、10試合に出場し1ゴールを記録している。

## タイトル
HJK
- ヴェイッカウスリーガ : 2010

アヤックス
- エールディヴィジ 2011-12, 2012-13
- ヨハン・クライフ・スハール 2013

フローニンゲン
- KNVBカップ : 2014-15